# 杨汉忠
楊漢忠（1954年10月—），汉族，山西大同市阳高县人，中华人民共和国政治人物。
1998年至2012年，楊漢忠历任内蒙古满洲里市市委副书记、市委书记、市长，兴安盟盟委书记，内蒙古政法委副书记等职。
2000年至2012年期间，杨利用职务上的便利收受他人的賄賂，並在处置兴安盟盟委行署原办公场所土地过程中滥用职权。內蒙古包头市中级人民法院一审宣判杨犯受贿罪、滥用职权罪，数罪并罚决定执行死刑，缓期二年执行，剥夺政治权利终身，并处没收个人全部财产。